# Steve Oedekerk
Steven Brent Oedekerk (Los Angeles, 1961. november 27. –) amerikai humorista, rendező, forgatókönyvíró, producer és színész.
Leginkább Jim Carrey színésszel és Tom Shadyac rendezővel közös munkáiról ismert – Ace Ventura 2.: Hív a természet (1995), A minden6ó (2003), Evan, a minden6ó (2007). Forgatókönyvíróként és producerként jegyzi többek között a Patch Adams (1998) című vígjáték-drámát és a Jimmy Neutron, a csodagyerek (2001) című animációs filmet. A Nekem 8 (1997) című akció-vígjáték, Ping-Pong: Az ököl színre lép (2002) című, harcművészeti témájú paródia és a Pata tanya: Baromi buli című 2006-os animációs vígjáték szintén Oedekerk rendezése volt, de egyéb alkotói feladatokat is vállalt ezekben a művekben.

## Családja és tanulmányai
A kaliforniai Huntington Beachen nevelkedett, katolikus családban, egy nővére van. Édesanyja, Rena Borlandeli révén olasz, valamint ír és magyar vér is csörgedezik az ereiben. Oedekerk a Santa Ana-i Mater Dei középiskola tanulója volt, majd a Huntington Beach-i Golden West College-ban folytatta tanulmányait. Itt próbálta ki magát egy tehetségkutató műsorban humoristaként és döntött úgy, hogy otthagyja az iskolát komikusi karrierje érdekében. A kaliforniai Comedy Store elnevezésű humorista klubban kezdett dolgozni stand-up előadóként, majd a filmkészítés felé fordult. A klubban ismerte meg az 1980-as években Jim Carreyt, akivel közeli barátok lettek és később számos alkalommal dolgoztak együtt a filmiparban.

## Filmes pályafutása
Kisebb forgatókönyvírói munkák után 1987-ben debütált rendezőként a Smart Alex című független filmmel. Az 1991-es High Strung című, szintén független vígjátékban Jim Carrey mellett alakított főszerepet, emellett írói feladatkört is ellátott. Oedekerk tanácsadóként segítette barátját a Tom Shadyac által rendezett Ace Ventura: Állati nyomozó elkészítésében. Az 1994-es film hatalmas sikere után Oedekerk ült a rendezői székbe a folytatáshoz és az 1995-ben bemutatott Ace Ventura 2.: Hív a természet még elődjét is felülmúlta jegyeladási szempontból.
Az Ace Ventura-filmek után társíróként vett részt a Bölcsek kövére című film munkálataiban. A szintén Shadyac rendezte Universal Pictures-vígjáték az 1996-os év egyik legmagasabb bevételét érte el. Az 1997-es Nekem 8 című vígjátékot Oedekerk forgatókönyvíróként és rendezőként is jegyzi, illetve cameoszerepben is feltűnik a főszereplő Tim Robbins és Martin Lawrence oldalán. Az évtized további részében és a 2000-es évek elején nagyrészt forgatókönyvírást és produceri feladatokat vállalt; Patch Adams (1998), Bölcsek kövére 2. – A Klump család (2000), Jimmy Neutron, a csodagyerek (2001), A minden6ó (2003).
A 2002-es Ping-Pong: Az ököl színre lép című paródiafilmet a forgatókönyvírástól kezdve a rendezésen át a főszerep eljátszásáig és a többi szereplő átszinkronizálásáig Oedekerk alkotta meg. A Pata tanya: Baromi buli (2006) című animációs filmben hasonlóképpen az összes fontosabb filmes tennivalót ellátta, beleértve több szereplő szinkronizálását is – a Pata tanya Oedekerk saját animációs cégének segítségével készült el. 2007-ben az Evan, a minden6ó című Shadyac-film forgatókönyvén dolgozott és produkciós cégével megalkotta a Vissza a farmra című animációs sorozatot is, mely a Nickelodeon televízióadón futott egészen 2011-ig.

## Magánélete
Feleségével, Antoinette „Tonie” Oedekerkkel a kaliforniai San Juan Capistranóban él, két lányuk van, Zoe és Izzy.

## Filmográfia

### Film
Filmrendező, forgatókönyvíró és filmproducer
| Év   | Magyar cím                                  | Eredeti cím                    | Feladatkör | Feladatkör | Feladatkör | Rendező        | Megjegyzések      |
| Év   | Magyar cím                                  | Eredeti cím                    | Rendező    | Író        | Producer   | Rendező        | Megjegyzések      |
| ---- | ------------------------------------------- | ------------------------------ | ---------- | ---------- | ---------- | -------------- | ----------------- |
| 1987 |                                             | Smart Alex                     | Igen       | Igen       | Nem        | Steve Oedekerk | befejezetlen film |
| 1991 |                                             | High Strung                    | Nem        | Igen       | Nem        | Roger Nygard   |                   |
| 1994 | Ace Ventura: Állati nyomozó                 | Ace Ventura: Pet Detective     | Nem        | Nem        | Nem        | Tom Shadyac    | projekttanácsadó  |
| 1995 | Ace Ventura 2.: Hív a természet             | Ace Ventura: When Nature Calls | Igen       | Nem        | Igen       | Steve Oedekerk |                   |
| 1996 | Bölcsek kövére                              | The Nutty Professor            | Nem        | Igen       | Nem        | Tom Shadyac    |                   |
| 1997 | Nekem 8                                     | Nothing to Lose                | Igen       | Igen       | Nem        | Steve Oedekerk |                   |
| 1998 | Patch Adams                                 | Patch Adams                    | Nem        | Igen       | Koproducer | Tom Shadyac    |                   |
| 2000 | Bölcsek kövére 2. – A Klump család          | Nutty Professor II: The Klumps | Nem        | Sztori     | Nem        | Peter Segal    |                   |
| 2001 | Jimmy Neutron, a csodagyerek                | Jimmy Neutron: Boy Genius      | Nem        | Igen       | Igen       | John A. Davis  |                   |
| 2002 | Ping-Pong: Az ököl színre lép               | Kung Pow! Enter the Fist       | Igen       | Igen       | Igen       | Steve Oedekerk |                   |
| 2002 | C-kosár                                     | Juwanna Mann                   | Nem        | Nem        | Vezető     | Jesse Vaughan  |                   |
| 2002 | Hógolyó haditerv, avagy ki legyen a Télapó? | Santa vs. the Snowman 3D       | Nem        | Igen       | Igen       | John A. Davis  | rövidfilm         |
| 2003 | A minden6ó                                  | Bruce Almighty                 | Nem        | Igen       | Vezető     | Tom Shadyac    |                   |
| 2006 | Pata tanya: Baromi buli                     | Barnyard                       | Igen       | Igen       | Igen       | Steve Oedekerk |                   |
| 2007 | Evan, a minden6ó                            | Evan Almighty                  | Nem        | Igen       | Nem        | Tom Shadyac    |                   |
| 2011 | Cowboyok és űrlények                        | Cowboys & Aliens               | Nem        | Sztori     | Nem        | Jon Favreau    |                   |
| 2024 |                                             | Ricky Stanicky                 | Nem        | Igen       | Nem        | Peter Farrelly |                   |

Filmszínész
| Év   | Magyar cím                                  | Eredeti cím                    | Szerep                       | Magyar hang         | Rendező          |
| ---- | ------------------------------------------- | ------------------------------ | ---------------------------- | ------------------- | ---------------- |
| 1987 |                                             | Smart Alex (befejezetlen film) | Alex                         |                     | Steve Oedekerk   |
| 1988 | Alkalom szüli a szexet                      | Casual Sex?                    | Joey                         |                     | Geneviève Robert |
| 1991 |                                             | High Strung                    | Thane Furrows                |                     | Roger Nygard     |
| 1997 | Nekem 8                                     | Nothing to Lose                | Baxter biztonsági őr (cameo) | Mikula Sándor       | Steve Oedekerk   |
| 2002 | Ping-Pong: Az ököl színre lép               | Kung Pow! Enter the Fist       | A kiválasztott               | Kálloy Molnár Péter | Steve Oedekerk   |
| 2002 | Hógolyó haditerv, avagy ki legyen a Télapó? | Santa vs. the Snowman 3D       | Sno' Hellton (hangja)        |                     | John A. Davis    |
| 2006 | Pata tanya: Baromi buli                     | Barnyard                       | Gülü gazda (hangja)          | Forgács Gábor       | Steve Oedekerk   |
| 2006 | Pata tanya: Baromi buli                     | Barnyard                       | több szereplő hangja         |                     | Steve Oedekerk   |

### Televízió
Rendező, forgatókönyvíró és vezető producer
| Év        | Magyar cím              | Eredeti cím                                 | Feladatkör | Feladatkör | Feladatkör      | Feladatkör | Megjegyzések      |
| Év        | Magyar cím              | Eredeti cím                                 | Alkotó     | Rendező    | Vezető producer | Író        | Megjegyzések      |
| --------- | ----------------------- | ------------------------------------------- | ---------- | ---------- | --------------- | ---------- | ----------------- |
| 1990–1994 |                         | In Living Color                             | Nem        | Nem        | Nem             | Igen       |                   |
| 1997      |                         | The O Show                                  | Nem        | Igen       | Igen            | Igen       | tévéfilm          |
| 1999–     |                         | Thumbs!                                     | Nem        | Igen       | Igen            | Igen       | rövidfilm-sorozat |
| 2002–2006 | Jimmy Neutron kalandjai | The Adventures of Jimmy Neutron: Boy Genius | Nem        | Nem        | Igen            | Igen       |                   |
| 2007–2011 | Vissza a farmra         | Back at the Barnyard                        | Igen       | Nem        | Igen            | Igen       |                   |
| 2010–2013 | Sheen bolygója          | Planet Sheen                                | Igen       | Nem        | Igen            | Igen       |                   |

Színész
| Év        | Magyar cím      | Eredeti cím             | Szerep               | Megjegyzések |
| --------- | --------------- | ----------------------- | -------------------- | ------------ |
| 1983      |                 | Star Search             | versenyző            |              |
| 1987–1988 |                 | Comedy Club (1987–1988) | önmaga               |              |
| 1989      | Bír-lak         | Full House              | önmaga               | 1 epizód     |
| 1997      |                 | The O Show              | önmaga               | tévéfilm     |
| 1999–     |                 | Thumbs!                 | több szereplő hangja |              |
| 2007–2011 | Vissza a farmra | Back at the Barnyard    | több szereplő hangja |              |

## Fordítás
- Ez a szócikk részben vagy egészben  a   Steve Oedekerk című angol Wikipédia-szócikk fordításán alapul.  Az eredeti cikk szerkesztőit annak laptörténete sorolja fel. Ez a jelzés csupán a megfogalmazás eredetét és a szerzői jogokat jelzi, nem szolgál a cikkben szereplő információk forrásmegjelöléseként.